# Tinea dicharacta
Tinea dicharacta är en fjärilsart som beskrevs av Edward Meyrick 1893. Tinea dicharacta ingår i släktet Tinea och familjen äkta malar. Inga underarter finns listade i Catalogue of Life.